# Semaine sanglante de Köpenick

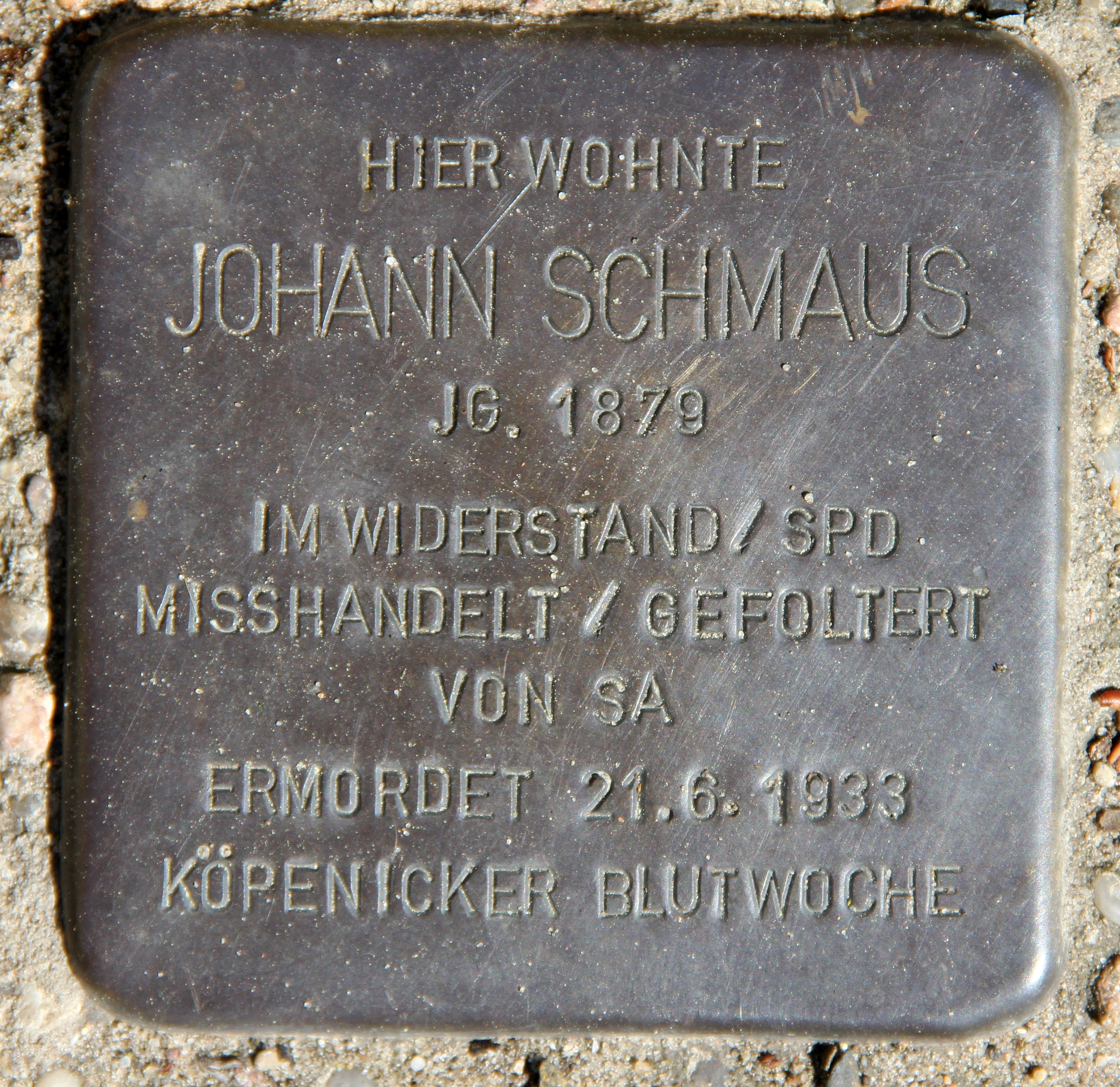
Stolperstein Schmausstr 2 (Köpen), en hommage au militant socialiste Johann Schmaus, assassiné le 21 juin 1933 par les SA

La semaine sanglante de Köpenick (en allemand : Köpenicker Blutwoche) est une série d'arrestations, tortures et exécutions sommaires, perpétrées sur des civils par les SA entre les 21 et 26 juin 1933 dans le quartier ouvrier de Köpenick à Berlin, quartier connu pour héberger un nombre important de socialistes et communistes. Les violences furent organisées par la SA de Köpenick (Sturmbann 15) dirigée par le SA-Sturmbannführer Herbert Gehrke (de) reconnu comme l'organiseur des violences.
Plus d'une centaine d'opposants au nazisme ont été arrêtés et au moins 25 sont morts, abattus par les SA ou des suites de leurs blessures.
Cette opération marque un point culminant de la terreur des SA dans Berlin.

## Lieu et évènement
À la suite de la dissolution des associations de jeunesse et paramilitaires du DNVP, accusées par Hitler d'être dominées par des tendances communistes et socialistes, la direction du parti nazi et le Gauleiter de Berlin, Joseph Goebbels, utilisèrent cette interdiction à la fois comme prétexte et justification pour leur répression ciblée et systématique des opposants politiques.
Le matin du 21 juin 1933, la SA de Köpenick, forte de plusieurs centaines de membres, renforcée par la SA de Charlottenbourg notamment et avec le soutien de la Gestapo et de la police, commencèrent les arrestations dans la cité d'Elsengrund près de la gare Köpenick. Les détenus furent emmenés dans différents lieux appartenant à des sympathisants nazis comme le restaurant "Demuth", où les cris des torturés étaient si forts que le propriétaire du restaurant a laissé le moteur d'une moto allumé. Huit personnes sont mortes de la torture dans ce restaurant. Les victimes pouvaient aussi être emmenées dans l'ancien hangar à bateaux "Wendenschloß" du groupe paramilitaire du DNVP,  et au moins cinq corps ont été envoyés dans le canal Oder-Spree. Pour la plupart des survivants, ils étaient ensuite emmenés dans le tribunal du district de Köpenick, le quartier général des SA de Köpenick, et ils y furent également torturés dans la chapelle. Jusqu'à vingt personnes y étaient entassées dans des cellules individuelles. Après le premier jour des violences, environ deux-cents personnes furent arrêtées.
Le matin du 21 juin, plusieurs membres de la SA entrèrent dans la maison de Johann Schmaus, un militant social-démocrate, mais ni Johann ni ses fils n'étaient présents. Bien qu'ayant été prévenus du passage des SA, Johann et son fils Anton sont retournés à leur domicile. La nuit du 21 juin, les SA retournèrent dans la maison mais Anton bloqua le passage et tira sur les SA. Il tua deux SA sur le coup, un troisième mourra des suites de ses blessures vraisemblablement causées par le tir d'autres SA. Anton s'échappa alors en sautant par la fenêtre. Le reste des SA s'en prirent à sa famille. Ils torturèrent le père Johann et il fut pendu dans son abri de jardin pour simuler un suicide. La mère Katharina et sa fille Margareta âgée de seulement treize ans furent enlevées puis conduites dans la prison du tribunal de Köpenick. Katharina y fut gravement battue en présence de sa fille et a dû passer plusieurs mois à l'hôpital. Anton se rendit à la police, pensant être protégé par la loi, mais il fut conduit au commissariat central d'Alexanderplatz où il fut emmené par les SA et supposément blessé par balle après une tentative d'évasion. Il succomba de ses blessures à l'hôpital le 16 janvier 1934.

## Conséquences Immédiates
Des funérailles nationales des deux SA "tombés aux mains des meurtriers marxistes" ont été organisées. Plusieurs personnes influentes se trouvaient à cette cérémonie, tels que Joseph Goebbels ou encore le prince Auguste Guillaume de Prusse. Des plaques commémoratives leur furent dédiées et des rues furent baptisées en leur honneur : la Dahlwitzer Platz fut renommée Robert Gleuel-Platz, et la Dahlwitzer Straße, la rue où sont morts les deux SA, fut renommée Walter-Apel-Straße. 
La propagande nazie a tenté de créer un martyr à partir de la mort des trois SA, mais la réaction du public allemand se montrera plus hostile qu'espéré. Il y eut certaines protestations de la part d'étudiants peu proches du mouvement ouvrier, comme des étudiants en médecine par exemple, ainsi que des lettres par des habitants du quartier témoin des atrocités comme le Pasteur Ratsch ou le Docteur Lehmann. Cette opposition de la population face aux crimes des SA finira par faire échouer la propagande nazie.
La réaction forte du public ont incité la direction du groupe NSDAP local à porter plainte ce qui conduira à une enquête de la Gestapo et à un éloignement temporaire des principaux responsables du massacre, même si leurs crimes furent graciés car ils avaient été commis avant le 16 juillet 1933 et tombaient donc sous le coup de la grâce accordée après la fin de la Révolution nationale-socialiste.

## Procès d'Après-Guerre
Le premier procès lié à la semaine sanglante de Köpenick s'est tenu du 19 au 21 juin 1947 devant la Première Grande Chambre criminelle de Berlin-Moabit. Quatre SA y étaient accusés de crime contre l'humanité. L'un des accusés s'est enfui avant son jugement, un autre a été acquitté et deux peines de huit ans et de dix-huit mois furent prononcées. Lors d'un autre procès à Moabit en août 1948, deux SA ont été condamnés à quinze ans et un à six mois de travaux forcés. 
Ce n'est qu'après l'établissement de la RDA qu'un grand nombre de suspects ont été jugés. Lors d'un troisième procès appelé "Procès de Plönzke" du 5 juin au 19 juillet 1950 devant la 4e Grande Chambre Criminelle du Tribunal régional de Berlin-Est, 61 personnes ont été accusées mais dont seulement 32 étaient présentes. Le tribunal prononça 15 condamnations à la peine de mort, 13 à la réclusion criminelle à perpétuité et 33 peines allant de 5 à 25 ans de prison.
Il est important de noter qu'aucun acteur de la semaine sanglante de Köpenick n'a été inquiété en RFA.